# Waldsteinia
Waldsteinia là một chi thực vật có hoa trong họ Hoa hồng.

## Hình ảnh

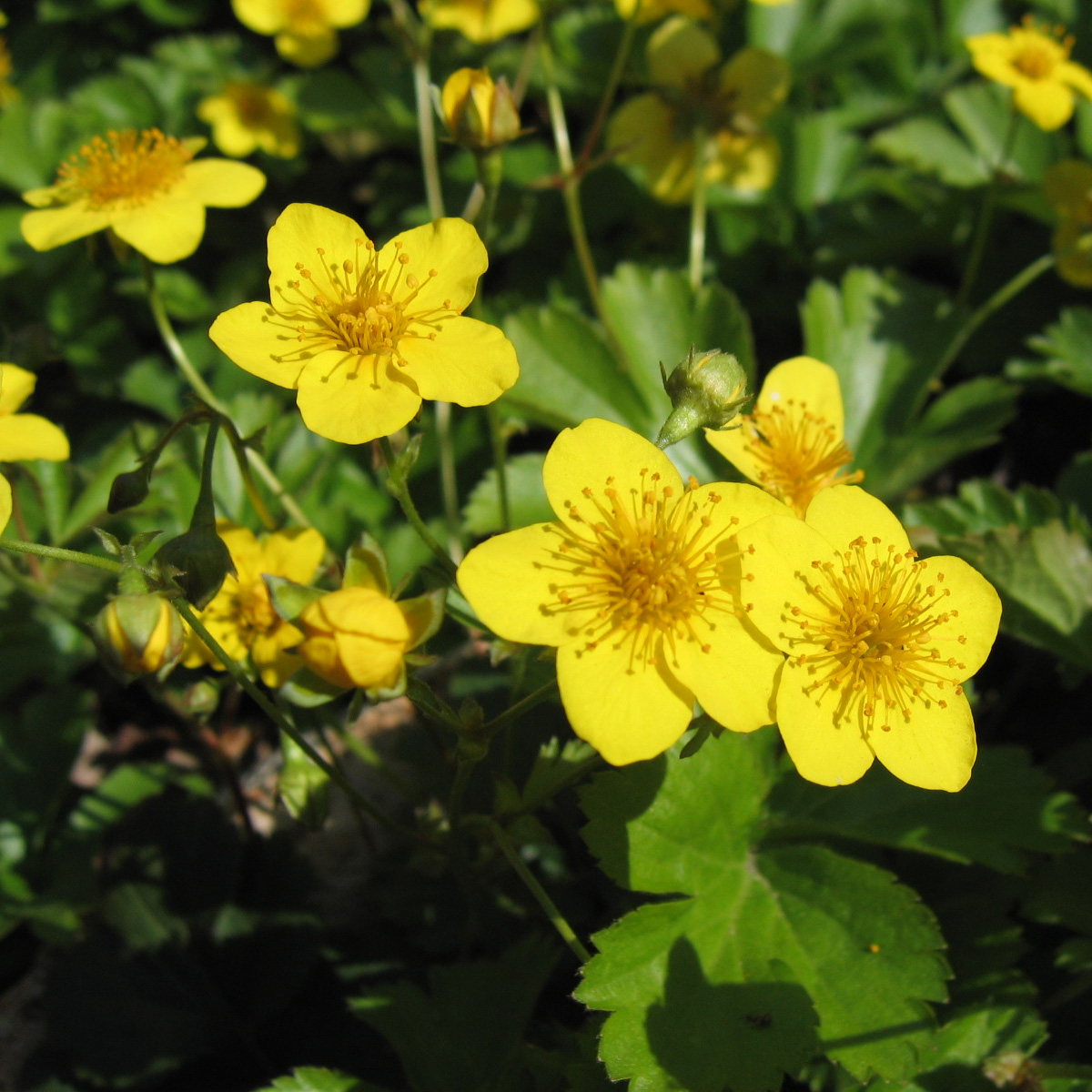
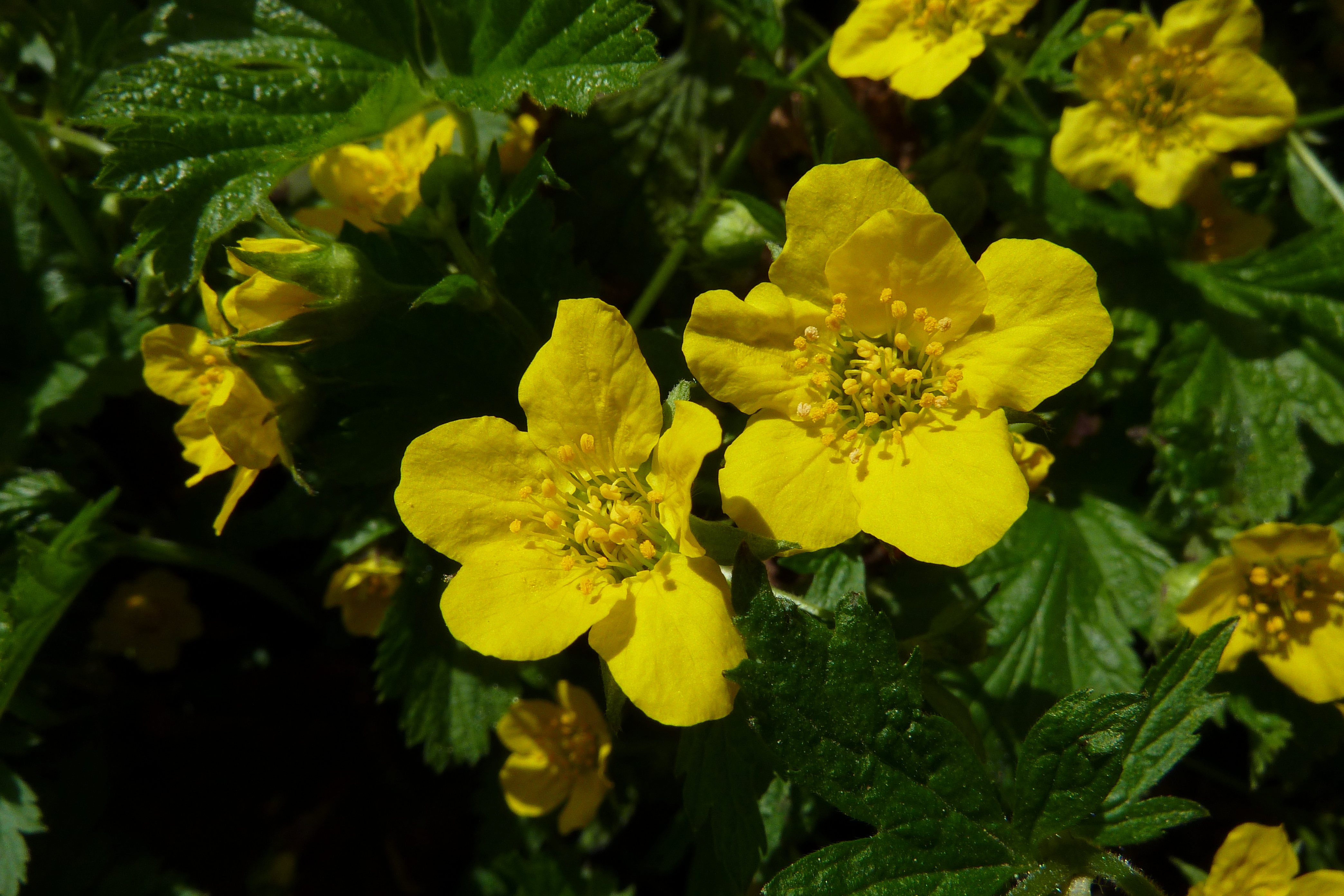
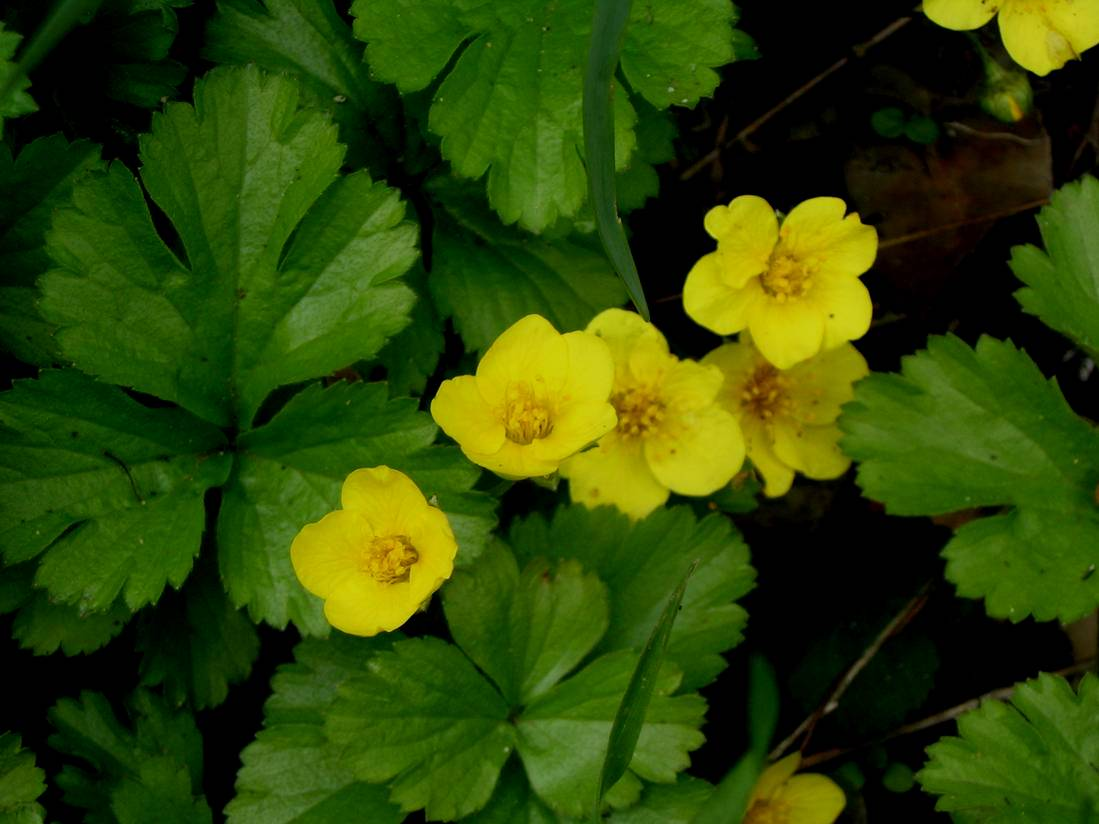
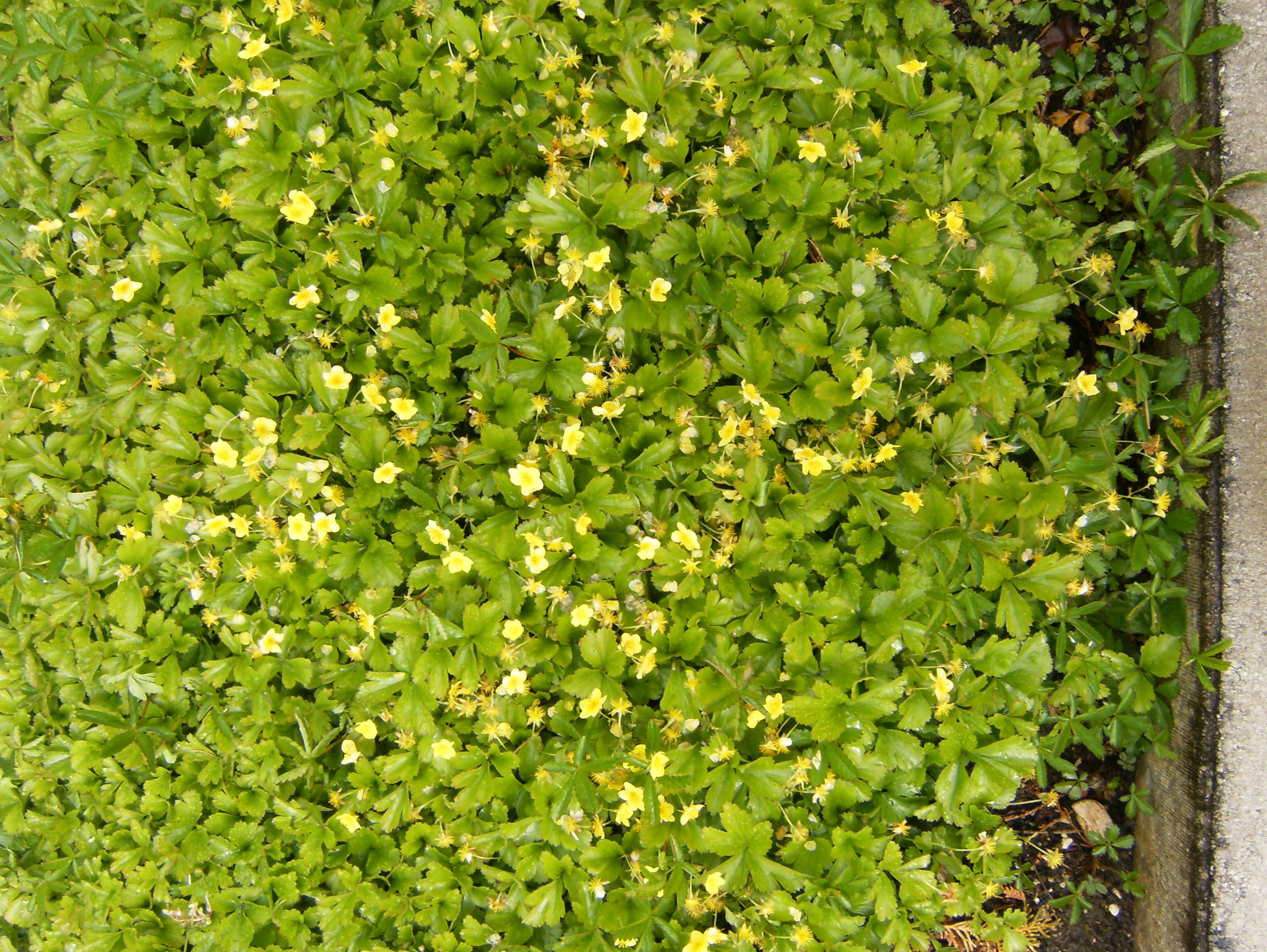

## Loài
- Waldsteinia fragarioides
- Waldsteinia geoides
- Waldsteinia idahoensis
- Waldsteinia lobata
- Waldsteinia ternata